# 政体
政体（英語：forms of government）是國家的政治、統治形態，即國家政治體系運作的形式。一般用來指涉一个国家政府的组织结构和管理体制，在不同的历史时期，不同的国家和地域，政治体制都不尽相同。

## 概要
- 政體主要可概分民主政體、立憲政體、專制政體、獨裁政體、威權政體、極權政體等。並依各家學說而有所不同。
- 在中国大陆语境中，政体往往等同于政权组织形式[1]，依据馬克思主義理论解释如下：
  - 政体包括了一个国家纵向的权力安排方式，这也叫做国家结构形式；它还包括了各个国家机关之间的关系，这通常称作政权组织形式。
  - 国家结构形式是一个国家地方与中央，整体与局部上的权力关系。一般分为单一制和复合制。其中复合制又包括了联邦制和邦联制。
- 在臺灣，所謂“国家结构形式”屬國體的範疇。
- 與政治體制近义的稱呼還包括「政權形式」、“国家形式”、「政府形式」、“政权组织形式”、“国家结构形式”和「政府制度」，這些都是針對政治上的分類用語。

## 历史
对於政体理论的比较研究主要集中在西方。从古希腊时期各种样式的城邦制度，一直到启蒙运动后的制度实践，各种体制纷繁登场；从柏拉图到亚里士多德，再到密尔，西方政治思想家们对国家政体进行了长期的总结和研究。

### 古典政体理论
西方对政体理论的系统阐释可以追溯到古希臘時期，在希羅多德(約前484年－前425年) 的《歷史》中，就曾經提到波斯討論過獨裁、寡頭與民主三種政體的優劣。柏拉图在早年所写的《理想国》中提出了五种政体周期循环的理论：分别是精英政體、勋阀政体（斯巴达-克里特政体或译作或权门政体）、寡头政体、平民政体、僭主政体。五种政体循环更替。在精英政体，有高貴靈魂的統治階級不擁有私人財產，但原本能擁有資產的被統治階級子孫，經由教育、學習、建立功積進入統治階層，导致政府素质下降，統治圈产生私有财产，从而退化为勋阀政体；勋阀政体对战绩、荣誉和金钱的迷恋，导致少数人聚敛大量财富，从而退化成寡头政体；寡头政体以财产决定地位，导致穷人对富人的憎恨，从而平民政体取代寡头政体；由于平民政体过度崇尚自由，导致秩序丧失，道德沦丧，使得有了极权政治产生的土壤，从而僭主政体取代了平民政体；僭主政体完全凭僭主的意志行事，极权的专制走到尽头又使贵族政体有了产生的可能。柏拉图在晚年时，在其《政治家篇》中重新提出了整体的分类观点。首先根据统治者人数将政体分为由一人统治的君主政体，由少数人统治的贵族政体和多数人统治的平民政体；然后根据是否实行法治，与这三种政体一一对应，分别产生僭主政体、寡头政体和暴民政体。柏拉图认为，“一人专制的政府，如果只根据好的成文法律来统治，就是六种政体中最好的；可是，如果他不根据法律，那就是最无情的，对他的国民的压迫也是最厉害的:19。”在《法律篇》中，柏拉图又提出了混合政体的理论。他将政体分为两大类，一种是君主制，一种是民主制。大多数国家都是这两种政体的不同程度的结合:22。
师承于柏拉图的亚里士多德认为政体是一切政治组织的依据。在他的著作《政治学》中，亚里士多德按照统治者人数将政体分为君主政体、贵族政体、共和政体；再根据施政目的，从这三种政体中产生出三种变态政体：僭主政体、寡头政体和平民政体。分类依据则是贫富和阶级差别。亚里士多德理想中的政体是道德上追求善，共和制为形式，以法治为手段。
随着罗马共和国的强大，以西塞罗为代表的思想家们将政体理论又向前推进了一大步。西塞罗在《论共和国》中界定了国家的概念，将政体分为一人统治国家的君主制、少数选举出来的人统治国家的贵族制，以及由人民自己掌握的民主制。他同时认为最好的政体就是这三种政体“均衡地混合而成”，并且认为罗马共和国就是理想政体形式的体现。

### 欧洲中世纪政体理论
托马斯·阿奎那重新解释了亚里士多德的政治哲学思想，将政体按照统治者的施政目的和人数多少进行划分。为治下的人民谋求幸福的统治是正义的，依统治者人数多少依次为：君主政体、贵族政体、平民政体；不是为人民谋求幸福的统治是不义的，依统治者人数多少依次为：暴君政体、寡头政体、民主政体；而平民通过人数上的优势压迫富人，则是暴民政体。而阿奎那认为最好的政体是君主政体，而最坏的政体则是暴君政体。

### 近代政体理论
启蒙运动之后，政体理论上划时代的建树人物是法国思想家让·布丹。他根据掌握国家主权的人数多寡，将政体分为君主政体、贵族政体和民主政体。他认为法国的君主政体是最好的政体，把君主政体按照君主行使权力的方式分为王朝君主制（或者称作正宗的君主制）、领主君主制和暴君制。这种划分的意义在于将世俗政治权威置于了神法和自然法的规范下，认为只有这样，人民才能真正享有财产和自由，并且自愿服从主权者的权威。
此后，托马斯·霍布斯才完全摆脱了伦理、道德和宗教的约束，以社会契约为基础，按照主权的归属将政体分为一人掌握主权的君主政体、议会式的贵族政体以及全体臣民大会掌权的民主政体。霍布斯放弃了对理想政体的探讨，认为人性的自私不可能让统治者放弃私利而只谋求公共利益，只有私人利益与公共利益统一的地方，公共利益才会被增进。他认为这只有绝对君主制才能够实现。
约翰·洛克认为政体应该取决于立法权的归属，因此他将政体分为由社会大多数人掌握立法权并通过委任官员执行法律的纯粹的民主政体；立法权归属于少数选举产生的人或他们的继承人的寡头政体；立法权归于一人的君主政体（还可以分为世袭君主制和选任君主制）；立法权由多数人交给少数人或一人行使，然后收回立法权重新交给所选出的人称之为混合政体。
孟德斯鸠在《论法的精神》中按照统治权的归属将政体分为共和政体（又分为民主政体和贵族政体）、君主政体（孟德斯鸠所说的其实是英国的君主立宪制）和专制政体:16。同时，孟德斯鸠认为每种政体都有自己的原则，共和政体需要品德；君主政体需要荣誉；专制政体需要恐怖:19-29。政体的腐化来自于原则的腐化。政体的稳定取决于地域范围的大小，小国适合于共和政体，中等国家适合于君主政体，大帝国则适合于专制君主政体:126。
与孟德斯鸠同时代的法国思想家卢梭则按照政府成员人数多寡将政体分为：大多数人掌握政府的民主制；委托给少数人掌握的贵族制（又可分为自然的贵族制、选举的贵族制，世袭的贵族制）；以及委托在一个行政官手里的君主制。卢梭认为世袭的贵族制是最坏的，而真正的民主制仅仅是一种理想，不可能也无必要实现，因此选举的贵族制（实际上是贵族共和制）才是实际上最好的。因为选举的贵族制可以选出精英来保证政治修明，少数人的讨论更有效率，而且有利于立法权和行政权的有效区分。

## 现代政体理論基礎
在理論上和技術上對於政治體制的研究是屬於政治學的一門子領域，被稱為比較政治學。
由於比較政治學是專門性的，學者們仍缺乏一種針對所有形式的政府的廣泛研究。學者間也爭論是否有可能建立起一個廣泛的政權分類系統。在政府比較上最傳統的也是最常用的方法是二分法（例如民主與專制，而這並不是一種類型學），大多數學者傾向於研究並比較兩種或三種不同的政權形式。或許唯一例外的是專家們對於選舉制度的比較，他們使用大量的資料和數學來計算何種形式的選舉制度能產生最穩定、持久、和最能代表民意的政權。
大多數比較都是針對特定制度的研究。一些人則研究政權的形式與其正當性之間的聯繫（例如民族主義、经济体系）。目前在比較政治學上的主要辯論之一是對於總統與國會之間互相抗衡的穩定性。另一個辯論則是民主是否會促進經濟發展。
其他的學者，例如制度架構的專家，則嘗試設計新的政權形式。例如艾倫·李帕特替民主政治設計了一種新的解決制度，稱為协商民主，這種形式的民主政府能夠分割為幾個社會（文化、種族、政權、意識形態等等），在單一的政權下表達每個社會的民意，以避免衝突或分裂。
簡言之，分類政府的形式是相當複雜的。每個政治共同體都是獨一無二的，並且都在不同的權力架構和社會結構下運作。也因此，世界上的政府形式數量幾乎和存在的社會一樣多。

## 政体类型

直至2023年8月的各國政府體制
议会制共和国家，由内阁掌握实权。
选举行政总统的议会制共和国家，由总统掌握实权。
总统制共和国家，由总统掌握实权。
半总统制共和国家，由总统和独立于总统的内阁分享权力。
议会制君主立宪制国家，君主本身并没有实权。
二元制君主立宪制国家，君主本身拥有一定实权且有弱势的议会。
君主专制的国家。
一党执政的国家。
军政府独裁统治的国家。
不符合上述的国家。

### 划分标准
自古以来，人们一直试图对纷繁复杂的政体类型进行概括和分类，但是研究者在政体的视角和研究方法上各不相同，因此一直无法达成一致的结论。
希罗多德和亚里士多德都根据执政者的人数来划分。到了近代，随着国家政体日趋复杂，政治学家们在此基础上，根据最高掌权者的产生方式，任职期限以及国家与政府的结合程度对政体进行更精细的分类。比较具有代表性的是美国政治学家约翰·威廉·柏杰斯的政体分类标准：
1. 根据主权机关与政府机关有无区别分为直接政府（直接民主制）和间接政府（间接民主制）
2. 根据国家元首的产生方式分为世袭政府和选任政府
3. 根据行政与立法部门的关系分为内阁制和总统制
4. 根据政府机关的职权集散分为单一制（又称集权政府）和联邦制(又称分权政府)
5. 根据國家聯盟的职权又可分为邦联制

塞缪尔·亨廷顿则从发展政治学角度，先依照政治参与程度从低到高将政体分为传统型、过渡型和现代型，再根据制度化和政治参与之间比率高低分为公民型和普力夺型（praetorian）:74,177-178。二者结合则产生，公民政体中的建制型、辉格型和参与性；普力夺政体有寡头型、激进型和群众型:73-75。
也有学者按照统治性质将政体分为动员的、神权的、官僚的和和解的。或者按照现代化程度不同分为英美式的、欧洲大陆式的、前工业化或半工业化式的、集权式的。
传统上一般将政体分为君主制和共和制。但是现代的政体中，一些国家的君主制政体已经变成了议会君主制，君主只有虚位；而在另一些国家，虽然是共和政体，但是权力却集中在一人手里。这使得君主制和共和制的唯一区别就是是否存在君主，因而君主制和共和制的划分方法受到了越来越多的批评。因此现代西方学界通常先假设一个连续体，一端是纯粹的民主政体，例如古希腊的城邦，靠近这一端的是大多数的发达国家；另一端是极权政体(又称全能政体)，例如纳粹德国，靠近这一端的是社会主义国家，其它国家的现实政体则处在这一连续体中间的某个位置上。此外，大多数第三世界国家则被归入威权政体。划分的标准主要包括政府对社会思想与经济活动的控制程度，意识形态是否多元性，民众对政府政策的影响范围和程度。。而由于“民主”与“极权”所带有的强烈的意识形态色彩，为增强学术意义，也有学者主张用大众政府（popular government）或多头政体（polyarchy）来代替“民主政体”。

政体划分的连续性，1为极权政体，2为民主政体，其他政体都处于2者之间

### 例子和特色

圖為美國自由之家所發布的2020年調查，蓝绿色國家代表擁有民主制，紫色为专制政权，黄色为混合政权。注意這些國家有總統制也有議會制（如同上圖所表示），但同被認為是屬於民主國家。

一个国家采取何种政体，与社会各阶层在国家政治经济中的地位有关，也同时受到社会所处的自然环境，历史传统，民族构成的制约。同样是封建制的国家，其政体可能是君主制，也可能是共和制。而不同性质的国家也可能采用相通的政体，例如古希腊是共和制，现代很多资本主义国家也是共和制。
现代国家政体主要包括君主立宪制和共和制。君主立宪制又可以分为二元制君主立宪制和议会制君主立宪制；共和制包括议会共和制、总统制、半总统制、委员会制和一党执政制。以下只是人們通常對政治體制的一些分別：
1. 傳統（部落或家族） 或 現代（官僚政治）
2. 單一性的（  義大利、 法國 ） 或 非單一性的（ 俄羅斯、 巴西 ）
3. 獨裁（  中华人民共和国、  ） 或 民主（  日本、 挪威 ）
4. 選舉（  芬兰 ）、沒有選舉（  沙烏地阿拉伯 ）、世襲制（   ）、選舉君主制（  梵蒂冈 ）
5. 直接（  印度尼西亞 ）或非直接的選舉（  美国 的選舉人團制度）
6. 政教分離的（  阿尔巴尼亚 ）或政教一體的（  伊朗 ）
7. 權力分割的架構（  英国 ）或沒有權力分割的架構（藤森統治下的  秘魯及穆加貝統治下的  辛巴威 ）
8. 議會共和制（  保加利亚 ）、總統制（   ）、半總統制（ 蒙古国）、君主立憲制（  柬埔寨、 马来西亚 ）、君主專制（ 沙烏地阿拉伯）、二元君主制（ 摩洛哥）、委員制（ 瑞士）
9. 掌握執政權力的人數（  瑞士 7人、   3人、  法國 2人、  美国 1人、  中华人民共和国 1人[a]）
10. 立法權力的架構（獨裁、一院制、兩院制）
11. 議會裡的聯盟或政黨議員數量
12. 聯邦制（  奈及利亞 ） 或 單一制（   ）
13. 選舉制度的規定：
  1. 得最多票者獲勝 - 第一個跨越門檻者（  中華民國 ）
  2. 多數主義（得50%+1票者獲勝） - 決勝選舉（  阿根廷 ）
  3. 絕對多數主義（超過60%）（美國參議院的討論終結制度）
  4. 全體同意 - （得全部選票者獲勝）（一些公司裡的做法）
14. 经济体系類型
15. 普遍的意識形態和文化
16. 強大的制度運作能力（  義大利 ） 或 虛弱的制度運作能力（   ）
17. 合法的（  乌克兰 ） 或 非合法的（  伊斯蘭國 ）
18. 事實上的（有效控制）（  中華民國政府有效控制臺澎金马地区 ）（  中华人民共和国政府有效控制中國大陸 ） 或 法律上的（名義上的政府權力）（《中華民國憲法》和《中華人民共和國憲法》皆列明：中國大陸和臺灣為本國的領土）
19. 主權（ 丹麦 ）、半主權（  格陵兰 ）、非主權（ 、  科罗拉多州 ）、自主權(  香港、  澳門 )。

### 政治體制名稱或國號種類
| 政治體制名稱   | 代表國家                                         | 註釋 |
| -------------- | ------------------------------------------------ | --- |
| 联邦           | 澳大利亚联邦 俄罗斯联邦                          | 由若干成员（州/邦）组成统一的主權國家，实行聯邦制。國家元首可以是君主（如澳大利亞聯邦），也可以是總統（如巴西聯邦共和國、尼日利亞聯邦共和國等）。有的国家称之为“联盟”，如葛摩聯盟。 |
| 联邦共和国     | 巴西联邦共和国 尼日利亚联邦共和国                | 是指的是实行共和制的联邦制国家。该政体也有可能是总统制；也有可能是议会共和制。 |
| 合众国         | 墨西哥合众国 美利坚合众国                        | 其實只是聯邦制的另一譯法或稱呼。 |
| 酋长国         | 阿拉伯联合酋长国 阿富汗伊斯蘭酋长国              | 以部落酋长（英語：Emir）为国家元首的国家。 |
| 親王國         | 列支敦士登親王國                                 | 又作公國（其實是誤譯），是君主立宪制的一种形式，奉親王（英語：Sovereign Prince/ Princess)為國家元首。現時共有安道爾親王國、列支敦士登親王國、摩納哥親王國三國，而且都是微型國家。 |
| 大公国         | 卢森堡大公国                                     | 以“大公”（即大公爵，Grand Duke/ Duchess）為元首的君主制国家，现今只有卢森堡大公国。 |
| 王国           | 摩洛哥王國 挪威王国                              | 指以国王或女王（英語：King/Queen）为国家元首的君主制国家（但有部分國家如加拿大般，國號未必包含「王國」二字）。现今有荷蘭王國、湯加王國等。 |
| 汗国           | 大蒙古国                                         | 指以汗或可汗（大汗，Khan）为国家元首的君主制国家，如历史上的準噶爾汗國、博克多汗國（大蒙古國）等。 |
| 帝国           | 奥匈帝国 · 德意志帝國 · 大韓帝國 · 中非帝國      | 原意为以皇帝或女皇（英語：Emperor/ Empress）为国家元首的君主制国家，如历史上的大清帝国、俄羅斯帝國，歷史上幅員遼闊的殖民國家如西班牙帝國和大英帝國亦有時非正式地被稱為帝國（注：雖然英國從來並非正式上的帝國，但因英國國王曾有一段長時間兼任殖民地印度皇帝而習慣上被稱為帝國）。現存實質上只有日本國（國家元首為天皇）。 |
| 苏丹国         | 阿曼苏丹国                                       | 一切执行权归苏丹（英語：Sultan）的国家。如阿曼苏丹国、历史上的埃及苏丹国等。 |
| 教宗国         | 教宗国                                           | 以教宗为国家元首的国家。全球仅存在过一个教宗国，其在1929年灭亡，由新成立的梵蒂冈城国取而代之。 |
| 城邦国         | 梵蒂冈城国                                       | 指城市范围同国家范围几乎完全相同的一种国家型态，而政府主权或自治权也呈范围相同。现时的代表国家即为新加坡共和国、梵蒂冈城国等。 |
| 共和国、民國   | 菲律賓共和國 希臘共和國 大韓民國 中華民國        | 指国家代表机关和国家元首由选举产生。现今世界上有154个共和国，像印度共和国、葡萄牙共和國、葉門共和國、海地共和國等。民國本質與共和國無異，只是英語republic在漢語中的特殊譯法。 |
| 人民共和國     | 中华人民共和国 · 蒙古人民共和国 · 波蘭人民共和國 | 就一般定义而言，就是实行社会主义制度的国家，或是采用社会主义意识形态的国家。政體均為共和制。其中那些长期实行共产党一党执政，并信仰马克思列宁主义及其衍生理论的国家又被称为“共产主义国家”。在这些国家范围内和其他认可这一制度的国家内被称为社会主义国家，实行社会主义制度。共产主义国家可以存在一些合法的政党，但国家的宪法只会把执政权赋予共产党。因而在这种情况下，国家与共产党的机构会密切地联系在一起。如中華人民共和國、老撾人民民主共和國、朝鮮民主主義人民共和國，虽然朝鲜民主主义人民共和国仍宣称该国为社会主义共和国，鉴于该国已经删除了共产主义和马克思列宁主义作为党和国家的指导思想和意识形态，因此在定義上不被列入狭义的社会主义国家中。而中国官方的部分人士已承认朝鲜民主主义人民共和国不是社会主义国家，因为朝鲜劳动党早在1980年已放弃马列主义而将金日成的主体思想确立为唯一指导思想。 但有使用此国号的国家如孟加拉人民共和国、阿尔及利亚人民民主共和国并未采取社会主义制度。 |
| 社會主義共和國 | 越南社会主义共和国                               | 多數是以马克思列宁主义為指導的社會主義國家，或是現存憲法意義上的社會主義國家，如歷史上的羅馬尼亞社會主義共和國、現在的斯里蘭卡民主社會主義共和國。 |
| 伊斯蘭共和國   | 巴基斯坦伊斯蘭共和國 毛里塔尼亞伊斯兰共和国      | 伊斯兰共和国是一种独特的神权政体，它被西亚和北非的一些穆斯林宗教领袖些所倡导。它被视为纯正伊斯兰政教合一的哈里发国家与民族主义和共和世俗政权的妥协产物。伊斯蘭共和國所有现行法律都必须与《古兰经》和《圣训》中的伊斯兰教训谕保持一致，所有与这些训谕相抵触的法律都不能颁布。如毛里塔尼亞伊斯蘭共和國、伊朗伊斯蘭共和國、巴基斯坦伊斯蘭共和國、阿富汗伊斯蘭共和國。 |
| 民眾國         | 大阿拉伯利比亚人民社会主义民众国                 | 是格達費自創的一個名稱，用以指以格達費所創立的「世界第三理論」為指導的國家。 |
| 合作共和國     | 圭亚那合作共和国                                 | 合作共和国实行的合作社会主义途径是指使用和平方式，对外要坚持不结盟原则，逐步向社会主义过渡。之所以称为合作，是因为认为合作社是社会主义的基础。 |
| 社会共和国     | 意大利社会共和国                                 | 社会共和国可能是指国家社会主义，是二战时纳粹德国在意大利扶持墨索里尼建立的法西斯傀儡政权。 |

## 其他經驗和概念上的問題
在表面上，要辨識一個政府的體制似乎不是件難事，大多數人會說美國是一個民主國家，而前蘇聯是一個專制國家。不過，如同Kopstein和Lichbach所說的:4，要定義一個政權是相當不容易的。要辨識某種形式的政府的必要條件時更是困難，「辨認一個國家的政府形式」與「確認其形式的必要條件」是不同的。舉例而言，如果要定義民主的必要條件，許多人或許會說「選舉」，但事實上前蘇聯和美國的公民都可以投票選舉他們當地的行政官員。這種比較的問題在於大多數人都不會接受其標準，因為那與他們所認知到的事實相差太遠了，大多數人也不會因此而將前蘇聯視為是和美國一樣的民主國家，也因此這種比較概念的用途便大打折扣。
有幾種方法或許能幫助消除這種辨認國家政府形式與確認形式的必要條件之間的問題。其中一種方法便是去考慮一個政府形式的充分和必要的特色。那麼在針對如上述及蘇聯的問題時，我們便能說「選舉是必要的，但光有選舉並不代表就是民主」或者「這種選舉並非由民主構成的」。
另一個可能的方法是進一步說明每個政權的條件本質，在美國與蘇聯的例子裡，兩個國家都實行選舉，但兩個政權的差別在於蘇聯實行的是一黨專政，直到蘇聯共產黨總書記戈巴契夫1985年上台以前，所有苏联共产党以外的政黨（和候選人）都是非法的。相較之下，美國擁有確實的兩黨制度，政黨需受到政府管制，但並不會禁止其存在，除此之外，在美國產生的兩黨制度結構是由於多黨制度的缺點而自然產生的，並非是原本制度所規定的，而且一些影響力有限的小政黨（例如美國自由黨）也依然存在。
- 通常被視為代議政制的制度（如加拿大、印度、和美國）也可能包含了一些直接民主的手段如公民投票，和經過大量程序進行憲法修正的審議民主。

另一個問題是有些政治系統是由社會或經濟運動所創造的，這些運動在醞釀成熟後會成立特定的政黨執政。這些運動也可被視為政府的形式，一些例子包括：
- 或許最顯著的例子是共產主義的運動。在共產主義的例子裡，也顯示了這些運動所創造的政治制度可能會與原先其起源的社會和經濟意識形態有所差異。這可能造成原先那些意識形態的支持者反對那些運動所創造的政治制度。舉例而言，一些標榜為托洛茨基主义或共產主義的人也時常反對20世紀的共产主义国家。
- 伊斯蘭主義也時常被舉出作為牽涉到政府形式的運動。許多伊斯蘭世界的國家的確以伊斯蘭來作為國家的名稱。不過，這些政府在實際上則會利用不同機制的權力手段（例如借債和訴諸於民族主義）。這表示了沒有單一的政府形式能被定義為「伊斯蘭」政府。也因此伊斯蘭在政治運動上其實是一個鬆散的政治實踐團體，而不是一個完整的政治運動。
- 許多其他人民運動的基礎原則也大量牽扯到政府的形式，這些運動支持特定的政府形式，並且會在他們取得權力後加以實現。例如生態民主（Bioregional democracy）便是追求環保的綠色政治所主張的概念。

### 引用
1. 1 2 3 4 5 6  孙关宏. . 复旦大学出版社. 2003: 117–163. ISBN 7309036611.
2. ↑  柏拉图. . 北京: 商务印书馆. 1995: 312–351.
3. 1 2  法学教材编辑部《西方法律思想史》编写组. . 北京: 北京大学出版社. 1983.
4. ↑  亚里士多德. 《政治学》. 北京： 商务印书馆 1996年， 129-134
5. ↑  托马斯·阿奎那. . 北京: 商务印书馆. 1997: 46–47，51.
6. ↑  霍布斯. . 北京: 商务印书馆. 1995: 147. ISBN 9787100017510.
7. ↑  约翰·洛克. . 北京: 商务印书馆. 1996: 80–81.
8. 1 2 3  孟德斯鸠. . 北京: 商务印书馆. 1995.
9. ↑  卢梭. . 北京: 商务印书馆. 1996: 85–91.
10. ↑  Lichbach, Mark and Alan Zukerman, eds. 1997. Comparative Politics: Rationality, Culture, and Structure, Cambridge: Cambridge University Press, 1997.
11. ↑  John W. Burgess. . Transaction Publishers. January 1, 1994: 113-128. ISBN 1560007117.
12. 1 2  塞缪尔·P·亨廷顿. . 北京: 三联书店. 1992. ISBN 9787108001221.
13. ↑  Gaetano Mosca. . McGraw-Hill book company, inc. 1939.
14. ↑  罗伯特·达尔. . 上海: 上海译文出版社. 1987: 105.
15. ↑  . 香港01.   [2022-10-21]. （原始内容存档于2022-10-21）.
16. ↑  . BBC NEWS. 2016-04-21  [2020-08-10]. （原始内容存档于2018-11-27）.
17. ↑  . New York Times. 2017-10-26  [2020-08-10]. （原始内容存档于2021-03-10）.
18. ↑  .   [2015-04-24]. （原始内容存档于2015-05-09）.
19. ↑  .   [2018-08-24]. （原始内容存档于2018-08-24）.
20. ↑  .   [2018-08-24]. （原始内容存档于2018-08-24）.
21. ↑  .   [2019-02-28]. （原始内容存档于2016-04-30）.
22. ↑  Comparative politics : interests, identities, and institutions in a changing global order/edited by Jeffrey Kopstein, Mark Lichbach, 2nd ed, Cambridge University Press, 2005.

## 外部連結
- CBBC Newsround : types of government （页面存档备份，存于） （英文）